# Kościół Najświętszej Maryi Panny Anielskiej w Dworszowicach Pakoszowych
 Kościół pw. NMP Anielskiej w Dworszowicach Pakoszowych – rzymskokatolicki kościół położony w Dworszowicach Pakoszowych w dekanacie Pajęczno należącym do archidiecezji częstochowskiej.

## Historia
Pierwszy kościół drewniany, został wybudowany w 1938 r. i został poświęcony w dniu 18 września 1938 r. przez ks. dziekana brzeźnickiego Aurelisza Chwiłowicza. Nowy kościół murowany rozpoczęto budować 6 października 1973 r. staraniem ks. Witolda Wilczyńskiego i ukończono w roku 1975.
Pod koniec lat 90. XX wieku dokonano remontu elewacji zewnętrznej kościoła. W roku 1999 został zakupiony nowy dzwon, oraz wstawiono nowe okna.

## Architektura
Kościół murowany jednonawowy zbudowany został w latach 1973–1975. Świątynia posiada ołtarze: Matki Bożej Anielskiej i św. Andrzeja Boboli

## Msze św.
Msze święte odbywają się;
- w niedzielę: 9.00, 11.00,
- w dzień powszedni: 17.00.

Odpusty;
- 16 maja – św. Andrzeja Boboli,
- 2 sierpnia – NMP Anielskiej